# 松坂樹梨
松坂 樹梨（まつざか じゅり、1981年11月3日 - ）は、日本の元AV女優。

## 略歴
- 2002年 - AVデビュー。Gカップの巨乳の持ち主の元単体女優。
- 2005年 - 引退

## 作品

### アダルトビデオ
2002年
- 発情ナイスバディ （8月18日、KUKI）
- ナチュラルヌード （9月29日、KUKI）
- 巨乳百科事典 松坂樹梨 （10月4日、ワープエンタテインメント）
- THE 巨乳女医～インテリ爆乳ドクター （11月20日、ドリームチケット）オムニバス作品
- The Body 松坂樹梨 （12月13日、KUKI）
- THE 巨乳家庭教師2 （12月18日、ドリームチケット）オムニバス作品
- 第1回有名監督ガチンコバトル 巨乳で8時間SPECIAL （12月20日、ケイ・エム・プロデュース）オムニバス作品
- 超-巨乳のアングル 松坂樹梨 （12月25日、ワンズファクトリー）

2003年
- 超エロボディ （1月9日、ドリームチケット）オムニバス作品
- 監禁レイプ 積年の怨欲 松坂樹梨 （1月15日、 死夜悪（アタッカーズ））
- 乳房ダイナマイト （1月23日、ドグマ）
- I LOVE JURI 松坂樹梨 （2月6日、オーロラプロジェクト）
- THE G-cup RAPE （2月20日、ジャネス）
- ごっくんデビュー 松坂樹梨 （3月20日、ナチュラルハイ）
- クイズレイプショック!4～Gカップ巨乳ビキニ!松坂樹梨に生中出し輪姦 （4月5日、ディープス）
- ワガママコスプレ～女優さんが一度は着てみたかった衣装とやりたかった役柄～ （4月5日、ナチュラルハイ）
- ボンデージFUCKER vol.2 松坂樹梨 （4月9日、バーチャルウェーブ）
- AVマニア vol.2 松坂樹梨 （4月20日、日暮里ギフト）
- トリプル巨乳で満たしてあげる （5月1日、MOODYZ）
- スーパーデカプリン vol.2 エクストリーム・Gカップ 松坂樹梨 （5月3日、バーチャルウェーブ）
- 巨乳学園 ザーメン部ゴックン科 （6月6日、ワープエンタテインメント）
- G-great body 松坂樹梨 （6月7日、ジャネス）
- 龍縛監禁凌辱(1) 巨乳人妻恥辱の日々 （6月8日、アタッカーズ）
- 宅配ソープ （6月13日、アトラス21）
- 月刊 松坂樹梨 （6月13日、VIP）
- レズキスロマンスDX （6月15日、MOODYZ）
- I LOVE JURI Part.2 （6月17日、オーロラ・プロジェクト）
- G-great body （6月19日、ジャネス）
- 競泳水着 松坂樹梨 （7月11日、ジャネス）
- 24人のカリスマアイドル3（7月25日、ケイ・エム・プロデュース）
- sex material 01 （7月30日、アトラス）
- ero-body 松坂樹梨 （8月8日、 ケンシロウ（ジャネス））
- ミルキータンク 松坂樹梨 （8月15日、隼エージェンシー）
- 宅配ソープ （8月22日、アトラス）
- N0.1美女軍団 新任女教師 （9月5日、アイエナジー）
- 巨乳伝説2 （10月1日、ゾーンワークス）オムニバス作品
- ごっくんSuperアイドル&ごっくんデビュー （10月4日、ナチュラルハイ）
- おっぱいどうぞ 松坂樹梨 （10月8日、TRY）
- BOY MEETS GIRLS vol.4 （10月16日、ワープエンタテインメント）
- No.1 美女 11人斬り OL+女教師4時間　（11月6日、アイエナジー）オムニバス作品
- ワガママ◆コスプレDX （11月20日、ナチュラルハイ）
- 松坂樹梨 蔵出し映像6連発 （11月28日、TRY）
- AV女優～超高級おっぱい～ （12月1日、ワンズファクトリー）オムニバス作品
- Plutinum Ticket19 （12月4日、ドリームチケット）
- NO.1美女軍団 銀行強盗 （12月4日、アイエナジー）
- 巨乳マンション20～天然誘惑Gカップのヤラれたがり夫人～ 松坂樹梨 （12月5日、ワープエンタテインメント）
- 破廉恥X 性処理玩具3人のザーメン処理嬢 （12月12日、隼エージェンシー）
- 令嬢幻戯 松坂樹梨 （12月16日、月光）
- 美少女4時間10人斬り 「未公開作品」　（12月18日 アイエナジー）オムニバス作品
- Platinum （2003年12月18日、ジャネス）

2004年
- すけべな女SP 2 牝10匹の淫乱ストーリー［第二章］ （1月9日、隼エージェンシー）オムニバス作品
- ど痴女(1) 超ド級!!強制チ○ポ狩りの雌女（1月9日、U&K）
- ボンデージFUCKER スーパー☆スペシャル （3月10日、バーチャルウェーブ）
- DOSUKEBE Style 3　（3月13日、クリスタル映像）オムニバス作品
- 緊縛巨乳女子高生の性 松坂樹梨 （3月16日、酔縄（月光））
- 巨乳痴女2 （3月26日、タカラ映像）
- AV女優抱きまくら 松坂樹梨 （4月4日、日暮里ギフト）
- ゼッタイ!! （5月17日、VIP）
- 僕だけのペット 松坂樹梨 （5月20日、アイエナジー）
- ピッチ!ピチ!スクール水着 （5月28日、DELTA（デジタルバンク））
- 表に出せないビデオ29 松坂樹梨 （6月1日、エイチ・エス映像）
- 巨乳ボヨヨ～ん おっぱい星人認定ファイル3 松坂樹梨 （6月4日、巨乳ボヨヨ～ん同好会）
- 高級巨乳ソープ 夏目しおんVS松坂樹梨 （6月4日、笠倉出版社）
- 巨乳リザーブ （6月4日、タカラ映像）オムニバス作品
- 若妻凌辱三昧 （6月8日、アタッカーズ）オムニバス作品
- 松坂樹梨の表に出せないビデオ （6月12日、エイチエス映像）
- なりきり24時間～ぷるるんドクターはGカップ～ （6月18日、アウダースジャパン）
- G-great body （6月22日、アウダースジャパン）
- レ・ズ・ビアン 14 （7月9日、U&K）
- オナニー4時間 痴女優コレクション （7月23日、笠倉出版社）
- やっぱ! 中出しでしょ 11人の中出し姫 （8月12日、隼エージェンシー）オムニバス作品
- 人妻病棟2 （8月20日、エフ・イー・メタル（シャイ企画））
- 監禁・巨乳警備員 （8月27日、シネマジャック）
- DANCING IDOL 3 （9月3日、ジャネス）
- boin→LOVE やっぱボインでしょ! （9月15日、隼エージェンシー）オムニバス作品
- したがり団地妻 濡れたアソコで慰めて （9月15日、隼エージェンシー）オムニバス作品
- 月刊ディープスロート （9月19日、メディアバンク）オムニバス作品
- GREATEST HITS GALS BEST20 4時間スペシャル （9月24日、クリスタル映像）オムニバス作品
- 巨乳中出し240 V （10月14日、隼エージェンシー）オムニバス作品
- こだわりの手コキ 26人の手コキ嬢 （10月14日、隼エージェンシー）
- イイ女狩り3（10月22日、うまなみ。）オムニバス作品
- フェライド おしゃぶりスペシャル（10月29日、笠倉出版社）
- 女だらけのLOVEレズKISS （11月15日、MOODYZ）
- 熟女おもらし痴態 6連発 12 （11月15日、マドンナ）オムニバス作品
- 淫術 くノ一 忍法帖 （11月19日、笠倉出版社）
- もしもこんな超高級ソープがあったら･･･。 3 （11月26日、うまなみ。）オムニバス作品
- フェラコレ2004 フェラマニア完全保存版 40人のフェラジェンヌ （12月15日、隼エージェンシー）
- キス・コレクション 25人のべろんちょ娘 （12月15日、隼エージェンシー）

2005年
- 痴熟女発情オナニー 13 （1月15日、マドンナ）オムニバス作品
- オナニスト ［第九章］ （1月15日、隼エージェンシー）
- ナイスボディお姉さん （1月21日、クリスタル映像）オムニバス作品
- 家庭教師は女子大生Special 9 （2月18日、クリスタル映像）オムニバス作品
- 団地に棲む人妻たち 16 （3月15日、マドンナ）オムニバス作品
- Boin Switch！ （3月15日、ビッグモーカル）オムニバス作品
- ボクの新妻は巨乳で裸エプロンでメガネっ娘。#03 （3月15日、ゴーゴーズ）
- 友達の母 21 （4月15日、マドンナ）オムニバス作品
- 世にも巨乳な物語 4時間 （4月21日、ケイ・エム・プロデュース）
- Boin Switch!巨乳4時間撮り下ろし! （4月22日、ビッグモーカル）オムニバス作品
- Gカップミニスカ学園 （5月27日、ビッグモーカル）オムニバス作品
- うまなみプレゼンツ6 イイ女狩り 4時間 （6月24日、ケイ・エム・プロデュース）うまなみ。作品『イイ女狩り3』のセルDVD化作品 オムニバス作品
- 寸止め10 生ごろしはヤメて　（2005年7月16日、クリスタル映像）オムニバス作品
- 競泳水着 松坂樹梨
- 超高級ソープ4時間SPECIAL 4 （8月19日、ケイ・エム・プロデュース）うまなみ。作品『もしもこんな超高級ソープがあったら･･･。4』のセルDVD化作品 オムニバス作品
- レイプ常習犯II 強姦された9人の女たち　（11月11日、隼エージェンシー）オムニバス作品

### オリジナルビデオ
- エロビアの泉 人に言えない性のムダ知識（2004年7月22日、TMC）
- 巨乳・痴漢（秘）劇場 / 揉みしだかれた淫乳 （2004年10月22日、竹書房）オムニバス作品